# 萨曼莎·佩塞克
萨曼莎·佩塞克（英語：Samantha Peszek，1991年12月14日—），生于印第安纳州印第安納波利斯，美国女子体操运动员。她曾参加2008年夏季奥林匹克运动会，在女子团体项目上摘得银牌。